# Rage (film, 2016)
Pour les articles homonymes, voir Rage.
Pour plus de détails, voir Fiche technique et Distribution.
Rage (怒り, Ikari) est un film japonais de Lee Sang-il sorti pour 2016.

## Synopsis
Le Japon est traumatisé par un crime sordide dont le coupable n'a pas été retrouvé. À travers le pays, différentes personnes se retrouvent dans des situations où elles perdent confiance dans les personnes qu'elles connaissent.

## Fiche technique
- Titre : Rage[1]
- Titre original : 怒り (Ikari?)
- Réalisation : Lee Sang-il
- Scénario : Lee Sang-il, d'après le roman homonyme de Shūichi Yoshida
- Photographie : Norimichi Kasamatsu (ja)
- Musique : Ryūichi Sakamoto
- Montage : Tsuyoshi Imai (ja)
- Décors : Yuji Tsuzuki (ja) et Fumiko Sakahara
- Éclairages : Yūki Nakamura (ja)
- Sons : Mitsugu Shiratori
- Pays de production :  Japon
- Langue originale : japonais
- Format : couleur — 2,35:1 — 35 mm — Dolby Digital
- Genres : drame ; thriller
- Durée : 141 minutes[2]
- Date de sortie :
  - Japon : 17 septembre 2016[2]

## Distribution
- Ken Watanabe : Yohei Maki
- Mirai Moriyama : Shingo Tanaka
- Ken'ichi Matsuyama : Tetsuya Tashoro
- Gō Ayano : Naoto Onishi
- Aoi Miyazaki : Aiko Maki
- Suzu Hirose : Izumi Komiya
- Satoshi Tsumabuki : Yuma Fujita
- Chizuru Ikewaki : Asuka
- Mitsuki Takahata : Kaoru
- Hideko Hara (ja) : Takako Fujita, la mère de Yuma
- Takara Sakumoto (ja) : Tatsuya Chinen
- Pierre Taki (ja) : Kunihisa Nanjo
- Takahiro Miura (ja) : Sosuke Kitami

## Distinctions
Sauf indication contraire, les informations mentionnées dans cette section peuvent être confirmées par la base de données cinématographiques IMDb,  présente dans la section « Liens externes ».

### Récompenses
- Prix Hōchi du cinéma 2016 : prix du meilleur réalisateur pour Lee Sang-il et du meilleur acteur dans un second rôle pour Gō Ayano[3]
- Japan Academy Prize 2017 : prix du meilleur acteur dans un second rôle pour Satoshi Tsumabuki et prix de la révélation de l'année pour Takara Sakumoto (ja)[4]

### Sélections et nominations
- Festival international du film de Saint-Sébastien 2016 : en compétition pour la Coquille d'or du meilleur film et la coquille d'argent du meilleur réalisateur pour Lee Sang-il
- Japan Academy Prize 2017 : prix du meilleur film, du meilleur réalisateur et du meilleur scénario pour Lee Sang-il, de la meilleure image pour Norimichi Kasamatsu (ja), de la meilleure actrice pour Aoi Miyazaki, du meilleur acteur dans un second rôle pour Mirai Moriyama, de la meilleure actrice dans un second rôle pour Suzu Hirose, du meilleur montage pour Tsuyoshi Imai (ja), des meilleurs éclairages pour Yūki Nakamura (ja), des meilleurs décors pour Yuji Tsuzuki (ja) et Fumiko Sakahara et du meilleur son pour Mitsugu Shiratori[4]